# Kulturelles Gedächtnis

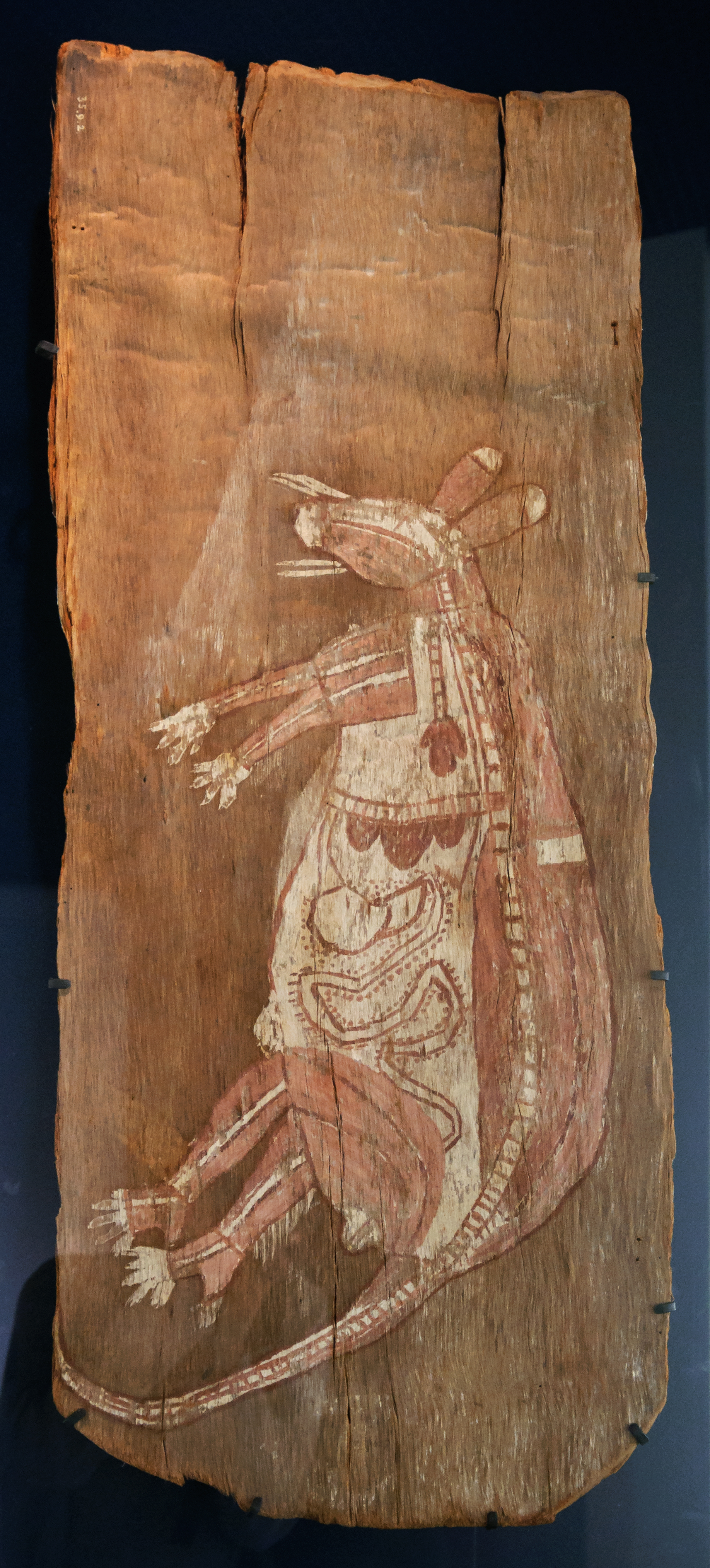
Totemischer Känguru-Vorfahre der australischen Aborigines als Teil der mythischen Urzeit und damit des kulturellen Gedächtnisses

Als kulturelles Gedächtnis bezeichnen die deutschen Kulturwissenschaftler Aleida Assmann und Jan Assmann „die Tradition in uns, die über Generationen, in jahrhunderte-, ja teilweise jahrtausendelanger Wiederholung gehärteten Texte, Bilder und Riten, die unser Zeit- und Geschichtsbewußtsein, unser Selbst- und Weltbild prägen.“ Von sozialem Gedächtnis hatte bereits Aby Warburg gesprochen. Die Bezeichnung mémoire collective stammt von Maurice Halbwachs. Stärker psychologistisch und biologistisch aufgefasst ist dagegen die Archetypenlehre von Carl Gustav Jung, in der er vom Kollektiven Unbewussten spricht, das sich vor allem in unseren Träumen und gemeinsam geteilten Mythen zeige.

## Kulturelles und kommunikatives Gedächtnis
Kommunikatives Gedächtnis und kulturelles Gedächtnis sind die beiden Bestandteile des kollektiven Gedächtnisses. Das kommunikative Gedächtnis ist auf die mündliche Überlieferung der vorangegangenen drei Generationen begrenzt, nach Assmann auf rund 80 Jahre. Es ist alltagsnah und gruppengebunden.
Das kulturelle Gedächtnis hingegen umfasst den archäologischen und schriftlichen Nachlass der Menschheit. Es bezieht sich auf eine mythische Urzeit. Weitergegeben wird es mündlich, schriftlich, normativ und narrativ. Gegenüber dem kommunikativen Gedächtnis zeichnet es sich durch ein gesteigertes Maß an Formalität und Geformtheit aus. Zentrale Begriffe des kulturellen Gedächtnisses sind Tradition und Wiederholung. In oralen Gesellschaften wird das kulturelle Gedächtnis von Gedächtnisexperten weitergegeben, es manifestiert sich in Gedenktagen und religiösen Festen.

## Individuum und Kollektiv
Aleida Assmann wies auf die wichtige Rolle von Medien – „externer Speichermedien und kultureller Praktiken“ – als Träger des kulturellen Gedächtnisses hin: „Mit dem wandelnden Entwicklungsstand dieser Medien [wird] auch die Verfasstheit des Gedächtnisses notwendig mitverändert.“
Individuell wird das kulturelle Gedächtnis als Bildungsbesitz erworben. Seine Bedeutung und Funktion liegen im Bewusstsein um die uranfänglich vertikale Verankerung geistigen Lebens. Es ermöglicht sinnstiftend einen Lebensentwurf nach historischen, religiösen, mythischen oder philosophischen Vorbildern. Auch ein unreflektiert gelebtes Schicksal lässt sich aus der Perspektive des kulturellen Gedächtnisses als Kulturprodukt und Wiederholung erklären.
Auf einer weiteren Bedeutungsebene erweist sich das kulturelle Gedächtnis als Fundus kunsttauglicher Themen und Motive. Im Kunstwerk werden diese tradierten Inhalte jeweils neu gestaltet.